# Giannozzo Manetti
Giannozzo Manetti (lateinisch Iannotius Manettus; * 5. Juni 1396 in Florenz; † 27. Oktober 1459 in Neapel) war ein italienischer Humanist, Philologe und Politiker.

## Leben und Werk
Giannozzo Manetti hatte zunächst eine Kaufmannslehre begonnen, bevor er mit 25 Jahren in Florenz eine humanistische Ausbildung bei dem Kamaldulensermönch Ambrogio Traversari und dem zum Christentum konvertierten Juden Immanuel Abraham di San Miniato erhielt. In Florenz gehörte er auch dem Humanistenzirkel von Santo Spirito an.
Manetti war ein brillanter Redner, beherrschte als seltene Ausnahme seiner Zeit perfekt alle drei klassischen Sprachen (d. h. außer dem üblichen Latein und Altgriechisch auch Hebräisch), war vielseitig gebildet und besaß eine der bedeutendsten Renaissancebibliotheken, die im Wesentlichen immer noch innerhalb des Palatina-Fonds in der Biblioteca Apostolica Vaticana beisammen ist. Sein Werk umfasst unter anderem Reden, Biographien (von Dante, Petrarca und Boccaccio und so weiter), historiographische Werke, Übersetzungen aus dem Griechischen und Hebräischen (nach Hieronymus war er der erste, der den Psalter (Psalterium triplex) aus dem Hebräischen neu übersetzte) und philosophische Traktate. Besonders wichtig ist seine Übersetzung des Aristoteles. Er verkörpert wie nur wenige den Geist des italienischen Renaissance-Humanismus.
Das Menschenbild der Renaissance findet einen bedeutenden Niederschlag in Manettis Traktat De dignitate et excellentia hominis (Über die Würde und Erhabenheit des Menschen; 1452). Manetti präsentiert den Menschen hier als fast vollkommenes Wesen. Schon der menschliche Körper, den Manetti bis in die Einzelteile anatomisch korrekt beschreibt, wird ob seiner Funktionalität und perfekten Anordnung in höchsten Tönen gelobt. An der menschlichen Seele hebt Manetti vor allem die Intelligenz hervor, die ihn zu gewaltigen schöpferischen Kulturleistungen befähigt. So herrscht der Mensch nahezu wie ein Gott auf Erden über die ihm dienstbare Welt. Manetti wendet sich damit gegen die im Mittelalter verbreitete Überzeugung vom „Elend des Menschen“ (miseria hominis), wie sie etwa im von Lothar von Segni, dem späteren Papst Innozenz III., verbreiteten Traktat De miseria humanae conditionis (Vom Elend des menschlichen Daseins, Ende des 12. Jahrhunderts) zum Ausdruck kommt. Manettis Werk enthält viele für die beginnende Renaissance neuartige Ideen, wurde aber trotzdem kaum von anderen Autoren rezipiert. Als Quelle genutzt wurde es etwa in Pierre Boaistuaus Bref discours de l’excellence et dignité de l’homme, Anklänge finden sich auch in Fernán Perez de Olivas Diálogo de la dignidad del hombre. Thematisch eng verwandt ist die ungleich berühmtere Abhandlung von Giovanni Pico della Mirandola mit dem Titel Über die Würde des Menschen.
Manetti schrieb auch eine Biographie Papst Nikolaus’ V., in dessen Diensten er selbst stand. Er wurde auch durch den florentinischen Buchhändler Vespasiano da Bisticci beim Aufbau seiner Bibliothek unterstützt. Dieser wiederum schrieb über Manetti eine Biographie.